# Gilstead
Gilstead – wieś w Anglii, w hrabstwie ceremonialnym West Yorkshire, w dystrykcie metropolitalnym Bradford. Leży 19 km na zachód od miasta Leeds i 284 km na północny zachód od Londynu.